# Nuscha Butze

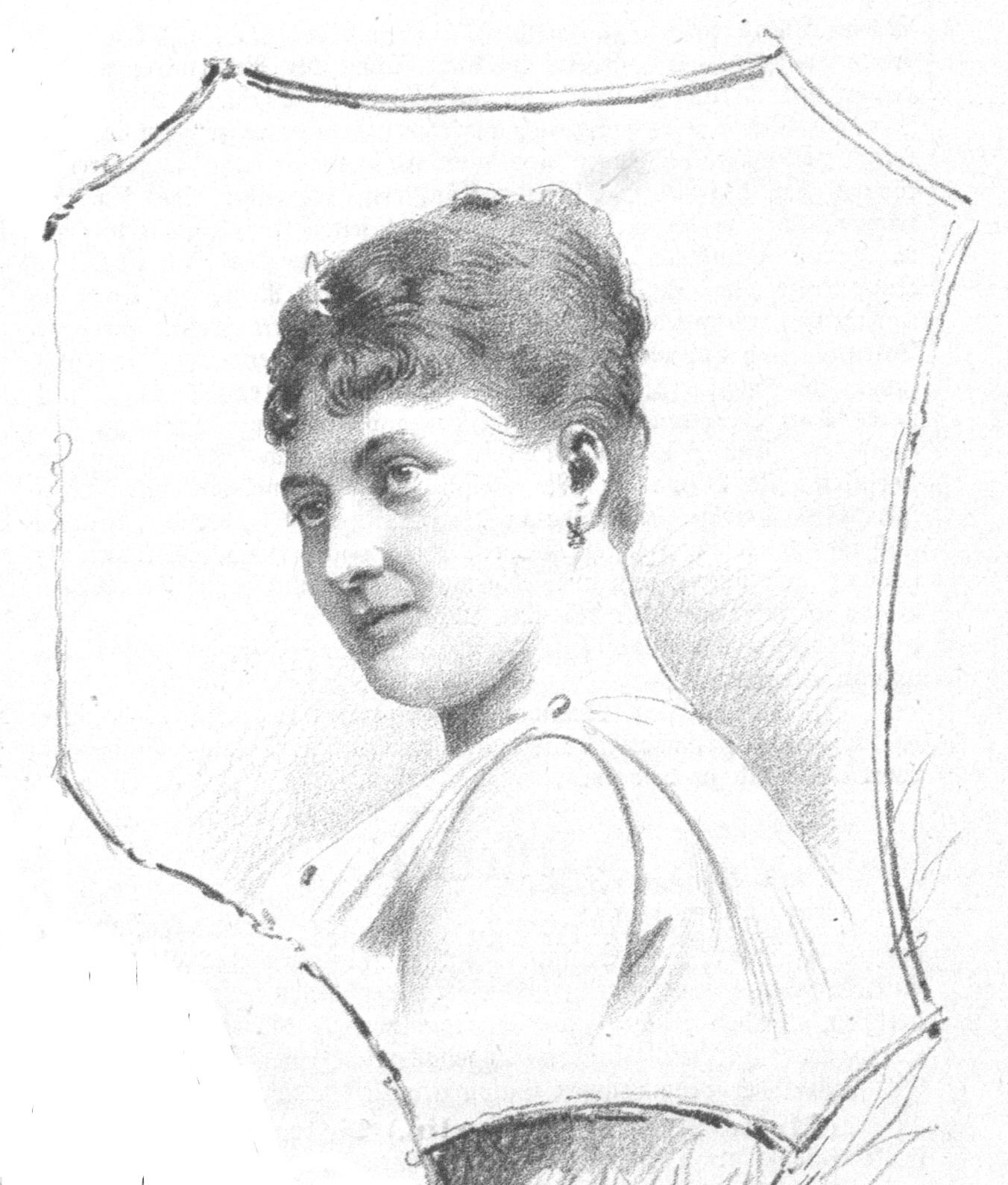
Nuscha Butze im Jahre 1890

Nuscha Butze, verehelichte Beermann (* 22. Februar 1860 in Berlin; † 10. Dezember 1913 in Berlin-Lichterfelde) war eine deutsche Theaterschauspielerin, Theaterleiterin und Intendantin.

## Leben
Nuscha Butze war Arzttochter. Bereits im 14. Lebensjahr betrat sie in Augsburg als Lehrjunge Franz in der Posse Das Mädel ohne Geld zum ersten Mal die Bühne. Kritiker verhießen ihr eine hervorragende Bühnenkarriere. Nuscha Butze erhielt danach Engagements ans Stadttheater Bozen, nach Innsbruck und Laibach. Direktor Franz Steiner engagierte sie anschließend an das Theater an der Wien. Im Jahr 1880 verpflichtete sie August Förster an das von ihm geleitete Stadttheater von Leipzig. 1883 nahm sie ein Engagement am Stadttheater in Wiesbaden an. Ihr Abschied aus Wiesbaden am 30. August 1888 gestaltete sich zu einer allgemeinen Manifestation ihrer volkstümlichen Beliebtheit. Es folgten Auftritte in Ludwig Barnays neu gegründetem Berliner Theater, wo sie am 20. September 1888 debütierte. 1894 ging sie ans Theater des Westens. In diesem Jahr trat sie auch in einem Prozess gegen die Hochstaplerin Josephine Farkas als Zeugin bzw. Betroffene auf; sie hatte mehrere Schmuckstücke von Farkas erhalten.
Im Jahr 1898 entschloss sich Nuscha Butze, nunmehr selbst Leiterin einer Bühne zu werden und ergriff das Direktionszepter des Neuen Theaters (heute Theater am Schiffbauerdamm); sie war damit „der erste weibliche Theaterdirector Berlins“. Nach vier Jahren gab sie das Amt wieder ab, um einem Ruf an die Königliche Hofbühne Folge zu leisten.
Seit 1892 war sie mit Georg Beermann verheiratet, der sie als Vorstand ihres Theaters in ihren direktorialen Bestrebungen unterstützte.
Nuscha Butze besaß eine Villa in der Marienstraße 31 in Lichterfelde. Sie starb 1913 im dortigen Stubenrauch-Krankenhaus, in Folge ihrer zuvor falsch behandelten Zuckerkrankheit.